# ماركوس يوهانسون (موسيقي)
ماركوس يوهانسون (بالإنجليزية: Markus Johansson)‏ هو موسيقي أمريكي، ولد في 22 ديسمبر 1984 في شيكاغو في الولايات المتحدة.